# Colocasia heterochroma
Colocasia heterochroma là một loài thực vật có hoa trong họ Ráy (Araceae). Loài này được H.Li & Z.X.Wei mô tả khoa học đầu tiên năm 1993.